# Barh El Gazel
Barh El Gazel (em árabe: بحر الغزال; Baḥr al-Ghazāl) é uma das 23 províncias do Chade, sendo Mussoro a sua capital. A região foi criada em 2008 a partir do antigo departamento Barh El Gazel da região de Canem.

## Demografia
O recenseamento do Chade de 2009 indicou uma população de 260 865 habitantes para Barh El Gazel. Os principais grupos etnolinguísticos da província são os dazagas-tubus e os canembus.